# KakaoPage
KakaoPage (hangeul : 카카오페이지 ; RR : KakaoPeiji) est une plateforme de contenu monétisé optimisée pour les appareils mobiles, lancée par Kakao Corp. en 2013 et actuellement détenue par sa filiale Kakao Entertainment,. Le service est lancé le 9 avril 2013 en tant que marché de contenus numériques permettant aux marques et aux particuliers de créer et de distribuer des contenus visuels, audio et textuels tels que le manhwa. KakaoPage entre sur le marché indonésien en 2018 et à Taïwan en 2020. KakaoPage utilise un système donnant aux lecteurs l'accès à des chapitres d'un webtoon ou d'un roman web gratuitement s'ils attendent un certain temps entre chaque lecture.

## Historique
L'opérateur du service de l'époque, Podotree Co., Ltd. (renommé KakaoPage Corp. en 2018), est fondé le 20 juillet 2010 en tant que filiale de Kakao.
En 2013, KakaoPage est considéré comme un échec. Mais après l'ajout Legendary Moonlight Sculptor et plusieurs autres œuvres populaires, le service connait finalement le succès. Le 21 avril 2014, un service gratuit de webtoon et de fiction Web est lancé. En 2014, la plateforme annonce ajouter plus de cent séries de webtoons différentes avant la fin de l'année. Tout utilisateur peut créer du contenu et le télécharger sur KakaoPage et le vendre directement à d'autres consommateurs sur la plateforme. Les revenus sont distribués à raison de 30 % pour Google Play, 20 % pour Kakao et les 50 % restants pour l'éditeur de l'œuvre.
En septembre 2019, KakaoPage enregistre plus de 66 000 contenus au total et 22 millions de membres cumulés.

## Investissements
KakaoPage Corp. possède 19,8 % de Haksan Publishing, 22,2 % de Seoul Media Comics et 19,8 % de Daewon CI, tous éditeurs de bandes dessinée. Le groupe possède également 21,9 % des actions de la société de production de dramas Mega Monster, une filiale de sa société sœur de l'époque, Kakao M.
En 2018, la société acquiert Neobazar, la première plateforme de webtoon indonésienne, pour 13,8 milliards de wons. En juillet 2020, KakaoPage investit dans la plateforme américaine de romans web Radish, pour 32,2 milliards de wons. En août 2020, KakaoPage acquiert 49 % de la société multinationale de production de dramas et de films Kross Pictures pour 5,8 milliards de wons.
En mars 2021, KakaoPage Corp. et Kakao M fusionnent en une société nommée Kakao Entertainment, qui obtient son propre système de représentation sous le nom de Page Company.

## Dans les médias
En 2017, l'acteur Park Bo-gum devient le premier ambassadeur de la marque KakaoPage. Il apparaît ensuite dans les publicités imprimées, numériques et visuelles de la marque,.